# Gabriel de Astorga y Miranda

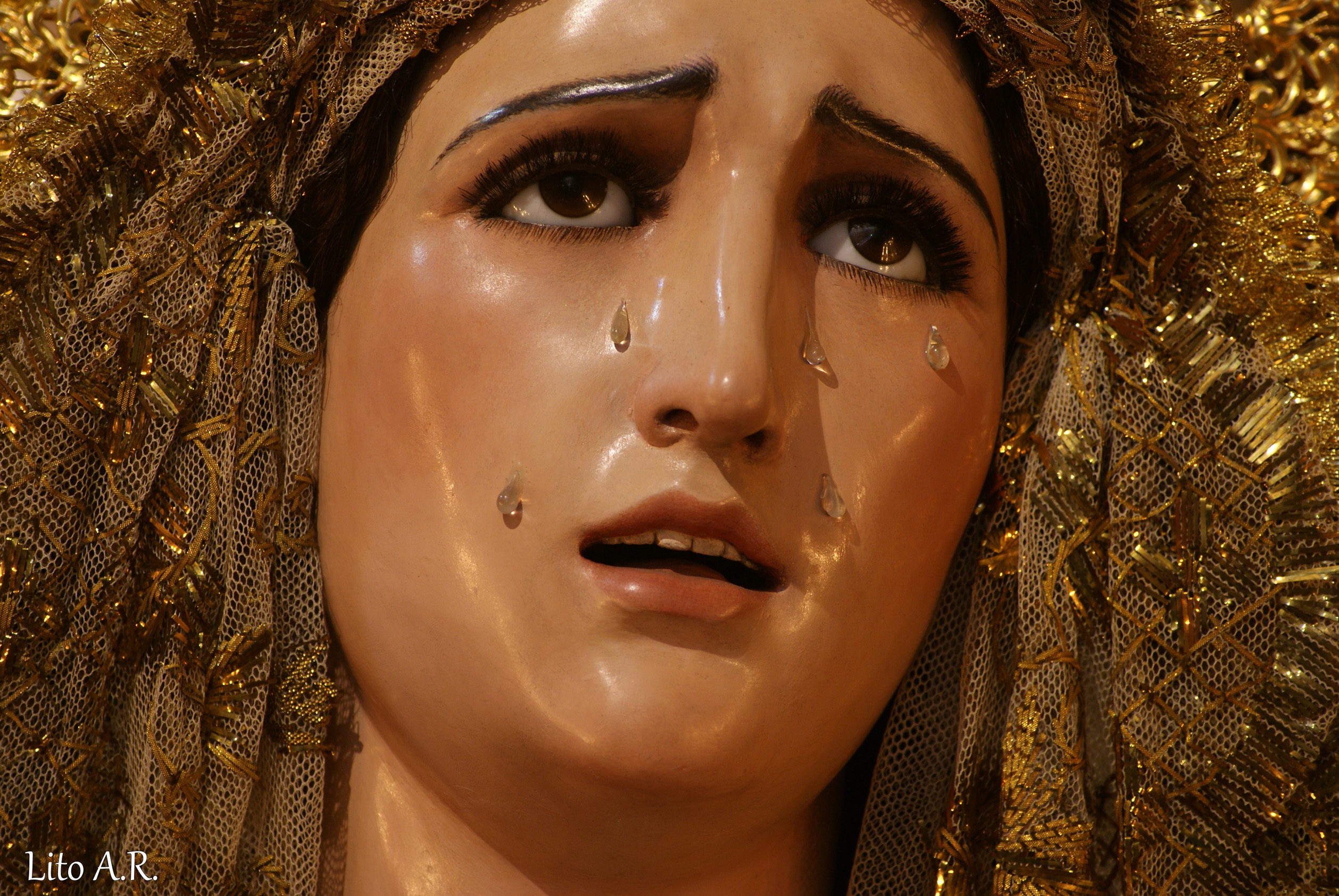
Virgen de la Soledad. Convento de San Buenaventura. Sevilla.

Gabriel de Astorga y Miranda (Sevilla, 1804 - ibid, 1895) fue un escultor español especializado en imaginería religiosa. Era hijo de Juan de Astorga.

## Biografía
Nacido en 1804, fue el segundo hijo del escultor Juan de Astorga. Se formó en el taller paterno y, posteriormente en la Real Escuela de las Tres Nobles Artes. Fue nombrado miembro de mérito de la misma en 1848.

## Obras

### Retablos
- Alegoría del Tiempo. Real Audiencia. Sevilla. 1841 (desaparecida).
- Retablo mayor. Parroquia de San Roque. Sevilla. 1850 (destruido en 1936).
- Retablo de la capilla sacramental. Parroquia de Santa María Magdalena. Villamanrique de la Condesa. 1859.

### Tallas
- Virgen de la Soledad. Hermandad de la Soledad de San Buenaventura. Convento de San Buenaventura. Sevilla. 1851.
- Virgen de las Angustias. Hermandad del Nazareno. Ermita de San Roque. Las Cabezas de San Juan. 1853.[1]
- Inmaculada. Colegiata de Santa María de las Nieves. Olivares. 1855.
- Santa María Magdalena. Hermandad del Nazareno. Convento de San Luis de Monte. Peñaflor. 1861.
- San Juan Evangelista. Hermandad de Pasión. Colegial del Divino Salvador. Sevilla. 1862.
- Virgen de la Esperanza. Hermandad de la Vera Cruz. Ermita del Valle. Hinojos. 1864.
- Virgen de las Nieves. Parroquia de Santa María la Blanca. Los Palacios y Villafranca. 1864.
- Divina Pastora. Hermandad de la Divina Pastora. Parroquia de Santa Ana. Sevilla. hacia 1865.
- Virgen de las Angustias. Hermandad de la Flagelación. La Laguna. Hacia 1866.
- Virgen de las Angustias. Hermandad del Cristo de San Pedro. Convento de San Pedro. Marchena. 1867.
- Virgen de la Soledad y San Juan Evangelista. Hermandad del Santo Entierro. Convento del Carmen. Trigueros. 1869-70.
- Niño Jesús pasionista. Hermandad de Pasión. Colegial del Divino Salvador. Sevilla. 1871.
- Virgen de la Antigua. Hermandad de la Vera Cruz. Capilla de la Vera Cruz. Olivares.[2]
- Virgen de las Fiebres. Instituto de Cultura Portorriqueña. San Juan de Puerto Rico. Copia de la imagen de Juan Bautista Vázquez el Viejo en la Parroquia de la Magdalena de Sevilla.

### Atribuciones
- Virgen de la Soledad. Hermandad del Perdón. Ermita de San Sebastián. La Palma del Condado.[3]
- Virgen de los Desamparados. Hermandad de la Entrada en Jerusalén. Iglesia de Santo Domingo. Osuna.[4]
- Virgen de los Dolores. Hermandad de Jesús Caído. Iglesia de Santo Domingo. Osuna.[5]

### Otros trabajos
- Reforma y pintura de un Retablo del Convento de los Remedios (Sevilla). Sevilla. 1844.